# Couvent du Carmel de Rio de Janeiro
Pour les articles homonymes, voir Carmel.

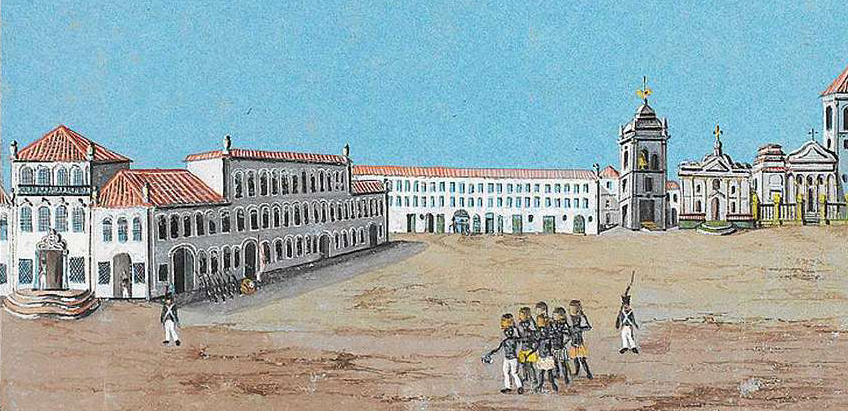
Le couvent en 1818

Le Couvent du Carmel de Rio de Janeiro est un ancien couvent carmélite construit à Rio de Janeiro à partir de 1619 et transformé en palais pour la reine Marie Ire de Portugal en 1808. Il accueille ensuite les volumes de la bibliothèque royale, qui constituent l'embryon de l'actuelle Bibliothèque nationale du Brésil.